# Green Responsibility
Begriffe wie Green Responsibility, (Corporate) Environmental Responsibility oder auch Ecological Responsibility (deutsch etwa „Grüne Verantwortung“, „Umweltverantwortung“ oder „Ökologische Verantwortung“) bezeichnen den freiwilligen Beitrag von Unternehmen und Institutionen zu einer nachhaltigen ökologischen Entwicklung, der über die gesetzlichen Forderungen hinausgeht.
Dieser Bereich wird entweder der Corporate Social Responsibility zugerechnet oder, neben dieser, als eigener Bereich zur Corporate Responsibility gezählt.